# مهرجان الموسيقى الروحية
مهرجان الموسيقى الروحية يعتبر أحد أهم مهرجانات الموسيقى الروحية على النطاق العالمي ويعقد بصورة منظمة في مدينة فاس في المغرب، يحتشد لها أشهر المغنين وفرق الموسيقى الدينية والروحية من شتى بقاع العالم وفي أشهر المواقع التاريخية لفاس مثل «باب المكينة» و«متحف البطحاء» و«موقع وليلي»، عقد المهرجان الثاني عشر في الثاني والثالث من يونيو 2006 وحضره وزير الثقافة الفرنسي رونو دونديو. هدف المهرجان وعلى لسان محمد القباج، رئيس جمعية فاس سايس هو بلورة ثقافة الاتفتاح والحوار بين الثقافات والتخاطب بين ثنايا الكلمات، من الروح إلى الروح.
اكتسبت مدينة فاس نتيجة لتنظيمها هذا المهرجان شهرة واسعة كمدينة للصداقة والتعايش بين المسلمين والمسيحيين واليهود معتبرة ان تاريخ الحوار بين الأديان المستمد من عبق الحضارة الأندلسية شكل المرجع بالنسبة لمنظمي المهرجان. شارك في المهرجان الثاني عشر للموسيقى الروحية مشاركة موسيقيين ومغنين من بينهم المالي سليف كيتا والفرنسي إنريكو ماسياس والتونسي لطفي بوشناق والتبتية يونغشن لامو وتضمن المهرجان موسيقى الكاتدرائيات من أميركا اللاتينية.

## فاس مركز اللقاء الثقافي
فاس مدينة نشيطة ومضيافة، من أعلى تلالها التي ترقد في جنباتها أضرحة المقبرة المرينية الكبرى يمتد بحر متلألئ من السقوف النحاسية المدعومة بجدران مرشوشة بالضوء، تخفي خلف تكتمها ميراثا لا ينكشف للمسافرين إلا بمرور الوقت. وبما أن المهندسين تعاقبوا على بنائها، كما أن بعض الصناع كرسوا حياتهم لتزيينها، مثلما نظم الشعراء حولها قصائد جميلة، ولأنها حافظت على أصالتها، رغم ما تعرضت له من غزو، فقد استطاعت على الدوام أن تتحدى الزمن وأن تبعث من تحت الرماد تلك النار المقدسة التي تجعل منها مقاما روحيا ساميا.
ظلت فاس طوال قرون عديدة عاصمة سياسية وعلمية للمغرب، قد أصبحت مركزا للقاء والتبادل الثقافي. ومن المعلوم أن "سيلفستر الثاني (غربيرت دورياك)، الذي شغل منصب البابا من 999 إلى 1003، أقام بها في شبابه من أجل الدراسة وتمكن في أعقاب ذلك من إدخال الأرقام العربية إلى أوروبا. كما أن ابن ميمون، الطبيب والفيلسوف اليهودي قضى فيها بضع سنوات قام خلالها بمزاولة التدريس في جامعة القرويين، وأعمال هذا الفيلسوف تعكس ذلك التعايش الذي كان قائما بين الثقافتين اليهودية والإسلامية وامتد إلى بلاد الأندلس، وكان له صدى مماثل في فاس.
ومن أبرز الأعلام الذين أقاموا في فاس خلال عهود الامتداد الثقافي نذكر على سبيل الإشارة: الصوفي الضليع في علم ما وراء الطبيعة " ابن عربي"(توفي سنة 1377) وعالم الاجتماع " ابن خلدون" (ت = 1382) وعالم الرياضيات " ابن البنا (ت = 1321).
تضم جامعة القرويين خزانة غنية بالمخطوطات المرتبطة بالعلوم الدينية والفلسفية والطبيعية وعلم الكونيات. وقد كان فقهاؤها، بحكم التقاليد العائلية المتوارثة أو بالاقتناء الشخصي، يملكون مكتبات خاصة على قدر كبير من الأهمية. وهناك سوق للمخطوطات مازال يعقد إلى يومنا هذا، ويمكن العثور فيه على بعض الفرائد النادرة والنفيسة، ويقام صباح كل أحد في درب مجاور للجامعة.

## بعض الإنتقادت
يعتبر البعض ان ميزانية المهرجان التي تصل في بعض الأحيان إلى الملايين من الدولارات تكلفة لاتطاق ويجعل البعض أمام مقارنة سريعة تدخل في ثناياها الأحياء والشوارع التي تشتكي من الإهمال ومن الحفر حيث تحدثت صحيفة الشرق الأوسط، في يونيو 2006 عن الأحياء الهامشية في فاس التي هي وحسب وصف الصحيفة «مرتع جماعات متشددة لها نظم أمنية ليلية وتتقاسم النفوذ مع اللصوص والمنحرفين»، وهي «مادة مصحوبة بصور عن سكان الأكواخ، وأطفال صغار يتحلقون حول سيارة أحد المحسنين ليوزع عليهم مساعدات».
برغم الانتقادات لقيت مهرجان فاس للموسيقى العالمية العريقة، ولقاءات فاس التي أنشئت على التوالي في 1994 و 2001 نجاحا متزايدا. وبفضلهما اعتبرت هيئة الأمم المتحدة مهرجان فاس سنة 2001 من أهم التظاهرات التي ساهمت في ترسيخ حوار الحضارات بشكل ملحوظ وبموازاة مع المهرجان تشكلت شبكة دولية مختصة في تقديم الدعم والقيام بدور الوسيط. كما تأسست في الولايات المتحدة الأمريكية منظمة تحمل اسم «رسالة فاس» وهي تقدم في كل سنتين برنامج المهرجان وندوة فاس عبر عشرين مدينة أمريكية. ومن المنتظر أن تنظم خلال شهري أكتوبر ونونبر 2006 جولة فنية تشمل العديد من المدن الأمريكية، ويقدم ضمنها حفل فني في الكيرنيجي هول بنيويورك.
انتشار «رسالة فاس» من خلال هذه التظاهرات ينطلق من فاس في اتجاه كل أرجاء العالم. كما عبرت العديد من المدن العالمية عن رغبتها في القيام بنفس المهمة التي ينهض بها مهرجان فاس ومنتداه في إيصال تلك الرسالة النبيلة المتمثلة في حوار القيم الروحية من خلال الموسيقى، وخلق ثقافة سلمية مدعومة بعولمة متعددة تحترم كل القيم الأخلاقية والروحية.

## مواسم ومهرجانات بفاس
1. الملتقى الشعري لفاس (فبراير)
2. ملتقى ابن رشد (مارس)
3. مهرجان فاس لطرب الملحون (أبريل)
4. مهرجان الموسيقى الأندلسية (ماي)
5. سباق فاس الدولي على الطريق (ماي)
6. مهرجان ربيع فاس (ماي)
7. مهرجان الموسيقى الروحية (يونيو)
8. موسم سيدي أحمد التيجاني (يوليوز)
9. المهرجان الوطني لفن المديح والسماع (سبتمبر)
10. موسم مولاي إدريس الثاني (سبتمبر)
11. موسم سيدي علي بوغالب (أكتوبر)
12. مهرجان فاس لفن الطبخ (أبريل)